# آراف‌ای رلاینت (ای۸۴)
آراف‌ای رلاینت (ای۸۴) (به انگلیسی: RFA Reliant (A84)) یک کشتی بود که طول آن ۴۸۶ فوت ۱۰ اینچ (۱۴۸ متر) بود. این کشتی در سال ۱۹۵۳ ساخته شد.